# Eugenia banderensis
Eugenia banderensis är en myrtenväxtart som beskrevs av Ignatz Urban. Eugenia banderensis ingår i släktet Eugenia och familjen myrtenväxter. Inga underarter finns listade i Catalogue of Life.